# Torps landskommun, Dalsland
För andra landskommuner med detta namn, se Torps landskommun.
Torps landskommun var en tidigare kommun i dåvarande Älvsborgs län. 

## Administrativ historik
Kommunen inrättades i Torps socken i Valbo härad i Dalsland när 1862 års kommunalförordningar trädde i kraft 1863. Den upphörde vid kommunreformen 1952, då den gick upp i Ödeborgs landskommun, som upplöstes 1967 då denna del uppgick i Färgelanda landskommun som 1971 ombildades till Färgelanda kommun.

## Politik

### Mandatfördelning i valen 1942
| 9 | 8 | 3 |

| 20 |